# Eurrhyparodes
Eurrhyparodes es un género de polillas de la familia Crambidae. Fue descrito por primera vez por Snellen en 1884.

## Especies
- Eurrhyparodes bracteolalis (Zeller, 1852)
- Eurrhyparodes calis Druce, 1902
- Eurrhyparodes diffracta Meyrick, 1936
- Eurrhyparodes leechi South in Leech & South, 1901
- Eurrhyparodes lygdamis Druce, 1902
- Eurrhyparodes multilinea Bethune-Baker, 1906
- Eurrhyparodes nymphulalis Strand, 1918
- Eurrhyparodes plumbeimarginalis Hampson, 1898
- Eurrhyparodes sculdus Dyar, 1914
- Eurrhyparodes splendens Druce, 1895
- Eurrhyparodes syllepidia Hampson, 1898
- Eurrhyparodes tricoloralis (Zeller, 1852)

## Antiguas especies
- Eurrhyparodes voralis (Gonocausta voralis) Schaus, 1920